# Vincent Auriol
Vincent Auriol (ur. 27 sierpnia 1884, zm. 1 stycznia 1966) – polityk francuski.
Przed I wojną światową związał się z socjalistyczną partią SFIO (w 1914 został deputowanym), kierowaną najpierw przez Jeana Jaurèsa a następnie Leona Bluma. W okresie rządów Frontu Ludowego zasiadał w gabinecie tego ostatniego. W latach 1925–1946 (z przerwą w latach wojny) był merem Muret.
W 1936 był ministrem finansów, a w 1938 został ministrem sprawiedliwości.
W czasie II wojny światowej był zwolennikiem kontynuowania dalszej walki z hitlerowskimi Niemcami, co zamanifestował wraz z Édouardem Daladierem czy Pierre'em Mendes-France'em i innymi deputowanymi, kiedy udali się na pokładzie statku do Maroka po załamaniu się Francji w czerwcu 1940 r. Tam jednak zostali aresztowani i odesłani do metropolii.
Został aresztowany i osadzony w areszcie domowym, ale w 1943 roku udało mu się uciec do Algieru, gdzie związał się z generałem Charles'em de Gaulle'em. Zasiadał tam w Zgromadzeniu Konsultatywnym.
Po wyzwoleniu został ministrem stanu (wicepremierem) w powojennym gabinecie de Gaulle’a. W styczniu 1947 roku został wybranym już w pierwszym głosowaniu (głosami komunistów i socjalistów) pierwszym prezydentem IV Republiki. Zgodnie z konstytucją miał pełnić funkcję czysto reprezentacyjną, jednakże umiał odgrywać znaczącą rolę w życiu politycznym Francji. Urząd pełnił do stycznia 1954 roku.